# Stephanie Skilton
Stephanie Skilton, est une footballeuse internationale néo-zélandaise, née le 27 octobre 1994 à Auckland en Nouvelle-Zélande. Elle évolue au poste de défenseuse, dans le club néo-zélandais de Papakura City.

## Biographie

### En équipe nationale
Stephanie Skilton connaît les sélections nationales dès son plus jeune âge, évoluant comme attaquante.
Stephanie Skilton est membre de l'équipe néo-zélandaise des moins de 17 ans lors de la Coupe du monde des moins de 17 ans organisée en 2010 à Trinité-et-Tobago. Stephanie Skilton joue deux matchs lors de ce tournoi.
Elle dispute les trois matchs de la Nouvelle-Zélande lors de la Coupe du monde des moins de 20 ans organisée en 2012 au Japon, La Nouvelle-Zélande est éliminée lors des phases de groupes.
Lors de la Coupe du monde des moins de 20 ans organisé en 2014 au Canada, Stephanie Skilton joue dans les trois matchs de groupes de la Nouvelle-Zélande, et dans le match de quart de finale perdu 4 à 1 contre le Nigeria. 
Le 7 mars 2014, Stephanie Skilton est sélectionnée pour la première fois en équipe nationale de Nouvelle-Zélande lors d'une défaite 2 à 1 contre la Suisse.
Stephanie Skilton apparaît ensuite sur la liste des joueuses sélectionnées pour participer à la Coupe du monde 2019 organisée en France.